# Palau Contarini delle Figure
El Palau Contarini delle Figure és un edifici venecià situat al barri de San Marco i amb vistes al Gran Canal entre el Palau Mocenigo Ca' Vecchia i el Palau Erizzo Nani Mocenigo, davant del Palau Civran Grimani.

## Nomenclatura
El palau afegeix la redacció de les Figures al seu nom perquè sota el balcó principal hi ha dues cariàtides que representen monstres. Les creences populars identifiquen les dues figures com un home desesperat per haver-ho perdut tot al joc i la seva dona furiosa: aquesta hipòtesi no està recolzada per fonts científiques.

## Atribució
Aquest edifici ha estat objecte de problemes d'atribució. La majoria dels estudiosos n'atribueixen l'autoria a Antonio Abbondi.  Altres, destacant les similituds que aquest edifici presenta amb el Palau Vendramin Calergi, l'atribueixen a aquell grup d'artistes que es van inspirar en l'obra de Mauro Codussi. Les principals similituds es refereixen als cartutxos policromats i a les columnes amb capitells d'ordre clàssic. Cal destacar que el Palazzo Vendramin Calergi també és una obra d'atribució dubtosa. També es va considerar la possibilitat d'intervencions en la figura d'Andrea Palladio, però s'hauria limitat a completar la façana que ja s'havia esbossat.  L'element que més fa pensar en una intervenció pal·ladiana és el timpà triangular que corona el quadrifora central.

## Història

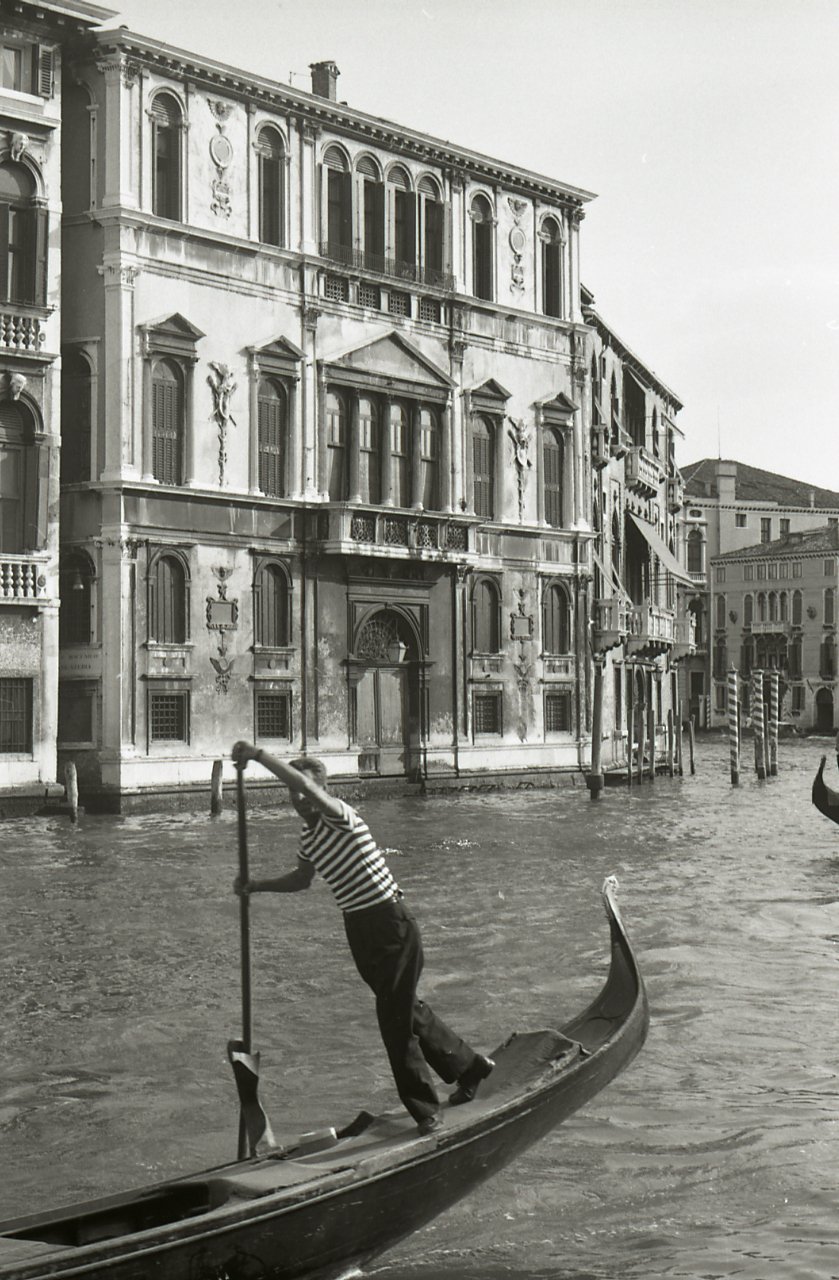
El palau vist des del Gran Canal en una foto de Paolo Monti del 1969

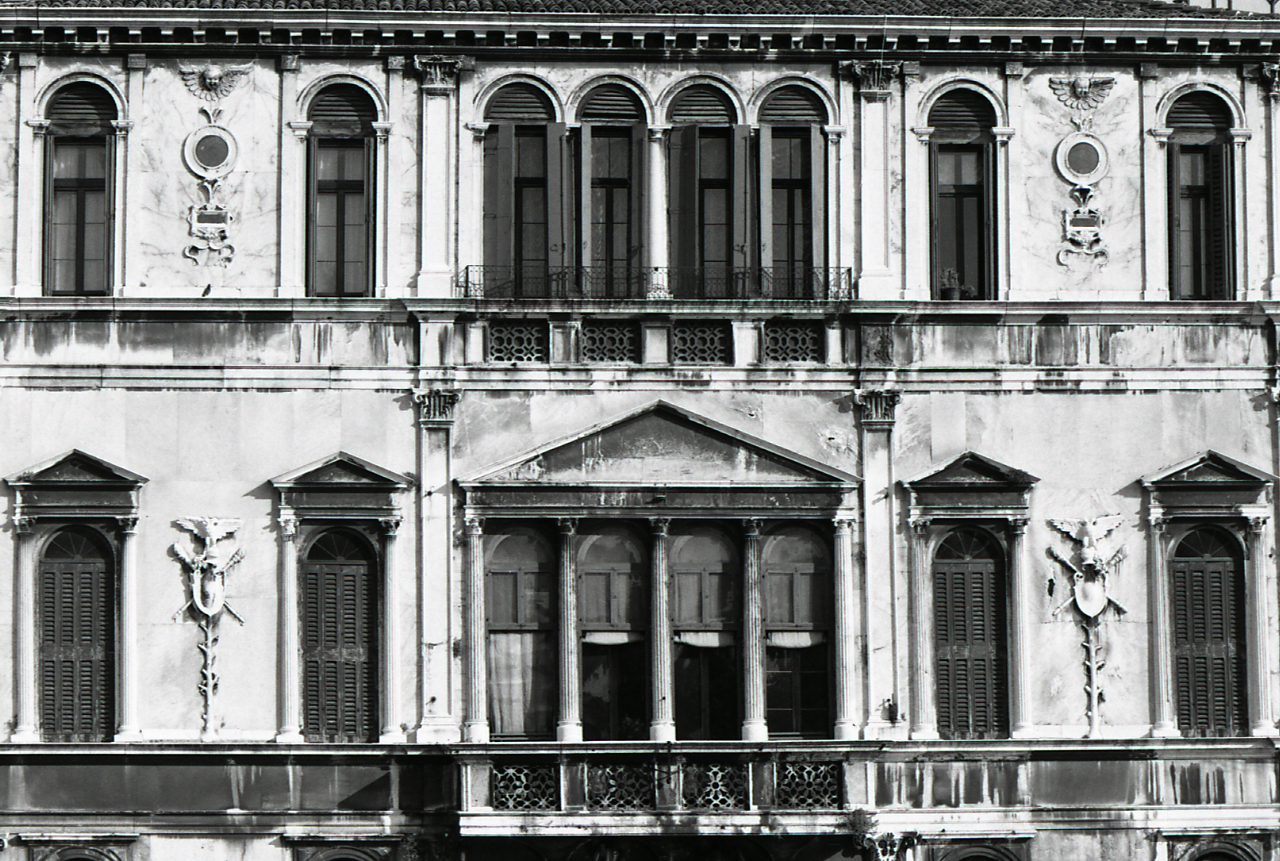
Detall de la façana en una foto de Paolo Monti de 1977

El palau va ser construït per encàrrec de Jacopo Contarini, pertanyent a la famosa i influent família Contarini, procurador de San Marco. En lloc de l'edifici actual hi havia un altre palau, construït en estil gòtic, que va pertànyer a la família Contarini i que després va ser venut i recomprat per ells. La venda del palau va tenir lloc al voltant de l'any 1448, mentre que la nova adquisició, poc després, es va produir durant els primers anys del segle XVI. L'obra de reconstrucció va romandre oberta des del 1504 fins al 1546: Andrea Palladio va ser allotjat a la residència abans que el propietari s'hi instal·lés amb la seva família (1577). Jacopo Contarini la va escollir com a seu de la seva col·lecció d'art. El 1713, Bertucci Contarini, l'últim hereu de la dinastia, va donar la col·lecció d'art a la col·lecció del Palau Ducal. Al segle xix la mansió va passar a ser propietat del marquès Alessandro Guiccioli, la dona del qual, Teresa, és recordada per haver estat l'última de les amants venecianes de Lord Byron. El palau encara és actualment propietat privada, però ha estat dividit i alberga diversos apartaments.

## Arquitectura
La residència va ser construïda en un estil que fa moltes referències a l'obra d'Andrea Palladio. La façana, que combina detalls decoratius enginyosos, destacats per un cromatisme eficaç, amb una gran compacitat formal, expressada a través d'una expressivitat madura, sembla ser una de les més valuoses entre les dels edificis amb vistes al Gran Canal, sense ignorar la tradicional tripartició vertical i horitzontal. Aquest efecte va ser molt agradable als crítics contemporanis, que van poder apreciar l'estil harmoniosament equilibrat entre el neoclassicisme i el Renaixement venecià. La planta baixa presenta un gran portal d'aigua, flanquejat per vuit finestres monófores disposades en dos nivells. L'element central de la composició és la quadrifora central, puntuat per columnes corínties acanalades i subratllat pel timpà triangular, l'estil del qual és una anticipació de l'arquitectura neoclàssica. De fet, aquest motiu va ser reprès al segle XVIII pels arquitectes preneoclàssics. Es planteja la hipòtesi que els capitells podrien haver estat coberts d'or en el seu moment. Es repeteix a la planta superior amb formes més senzilles i sense timpà i apareix envoltada per una sèrie de finestres monófores amb arcs de mig punt.